# Francesco Filippi
Francesco Filippi (Levico Terme, 1981) è uno storico della mentalità, autore e formatore italiano.

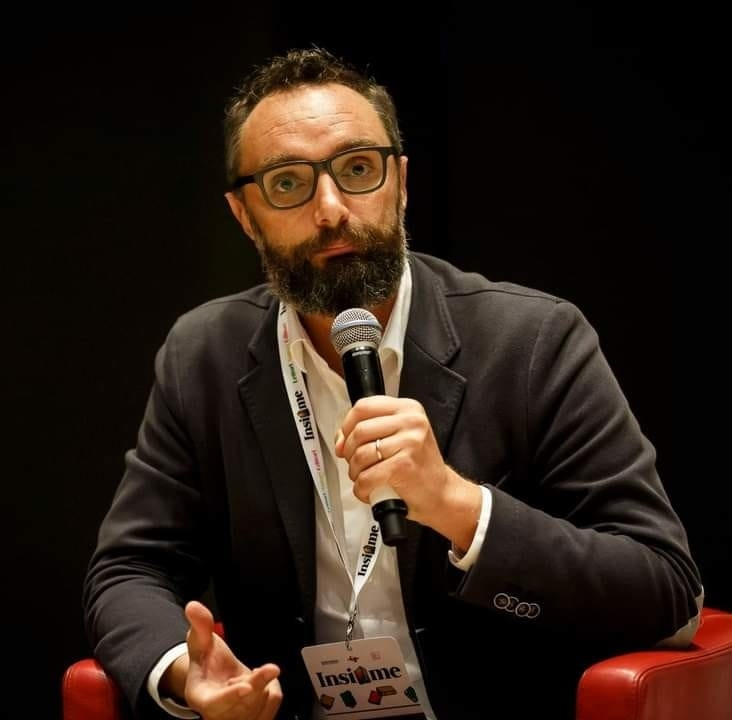
Francesco Filippi al Festival "Insieme" (Roma 2021)

Collabora come consulente storico-scientifico con la Fondazione museo storico del Trentino. I suoi studi si indirizzano in particolare nell'analisi del rapporto tra il passato e i suoi studi nell'ambito della memoria collettiva e pubblica, con particolare riferimento al Novecento italiano ed europeo, e questo suo campo di interesse l'ha portato a partecipare alla stesura di manuali e percorsi educativi sui temi del rapporto tra storia e memoria. È docente di comunicazione e divulgazione storica presso Feltrinelli education.  
Svolge attività di ricerca presso enti e associazioni, tra cui l'Associazione di Promozione Sociale Deina che organizza viaggi della memoria e percorsi formativi in collaborazione con scuole e università in tutta Italia. 
Scrive, tra gli altri, per Repubblica, Domani, la Stampa, Il Fatto Quotidiano, L'essenziale e MicroMega.

## Biografia
Laureato in storia sociale presso l'Università Ca' Foscari Venezia sotto la guida di Giovanni Levi con una tesi sull'evoluzione della storiografia europea e poi, in storia moderna, specialistica, presso l'Università degli Studi di Trento. Nello stesso ateneo ha in seguito conseguito la laurea magistrale in etica, politica e scienze delle religioni.
Nel 2019 pubblica il saggio Mussolini ha fatto anche cose buone. Le idiozie che continuano a circolare sul fascismo, in cui vengono analizzate e smontate le principali bufale sul fascismo che persistono nell'immaginario collettivo italiano. Divenuto ben presto un caso letterario,, il libro ha risonanza internazionale, con traduzioni in francese (2020), inglese (2021), tedesco (2022), spagnolo e turco (2023). A questo seguono Ma perché siamo ancora fascisti (2020) sulla mancata elaborazione del Ventennio mussoliniano, e Noi però gli abbiamo fatto le strade (2021) sulla difficoltà dell'elaborazione di una memoria storica sul passato coloniale italiano. Quest'ultimo è tradotto in inglese (2022) e tedesco (2023).
Al centro del lavoro di ricerca di Filippi sono i meccanismi che guidano il rapporto tra storia e memoria pubblica, con particolare attenzione alle forme di rielaborazione e cancellazione del passato da parte di singoli e comunità. 
Nei suoi lavori recenti si è inoltre occupato di analizzare l'impatto del web nella percezione e diffusione della storia come scienza umana.
Nel 2021 scrive per la collana Fact checking di Laterza diretta da Carlo Greppi il saggio Prima gli italiani! Sì, ma quali?, nel quale affronta la storia della formazione dell'identità italiana.

## Saggi
- Mussolini ha fatto anche cose buone. Le idiozie che continuano a circolare sul fascismo, Torino, Bollati Boringhieri, 2019, ISBN 978-88-3393-274-3.
- Ma perché siamo ancora fascisti? Un conto rimasto aperto, Torino, Bollati Boringhieri, 2020, ISBN 978-88-3393-468-6.
- Noi però gli abbiamo fatto le strade: Le colonie italiane tra bugie, razzismi e amnesie, Torino, Bollati Boringhieri, 2021, ISBN 978-88-3393-702-1.
- Prima gli italiani! (sì, ma quali?), Bari-Roma, Laterza, 2021, ISBN 978-88-5814-384-1.
- Guida semiseria per aspiranti storici social, Torino, Bollati Boringhieri, 2022, ISBN 978-88-3394-120-2.
- Cinquecento anni di rabbia. Rivolte e mezzi di comunicazione da Gutenberg a Capitol Hill, Torino, Bollati Boringhieri, 2024, ISBN 978-88-3394-298-8.

## Romanzi
- Bye bye Benny! Una storia di rap e libertà, Milano, LaFeltrinelli, 2024, ISBN 978-88-0791-084-5.